# Rhabdomastix borealis
Rhabdomastix borealis är en tvåvingeart som beskrevs av Alexander 1924. I den svenska databasen Dyntaxa används istället namnet Rhabdomastix lapponica. Rhabdomastix borealis ingår i släktet Rhabdomastix och familjen småharkrankar. Arten är reproducerande i Sverige. Inga underarter finns listade i Catalogue of Life.